# دوئل آرام
دوئل آرام (به ژاپنی: 静かなる決闘) فیلمی ژاپنی در سبک درام به کارگردانی آکیرا کوروساوا است که در سال ۱۹۴۹ منتشر شد. این فیلم دومین کار از شانزده فیلمی بود که کوروساوا و میفونه در آن با یکدیگر همکاری داشتند.